# Autumnal
Autumnal (Autunno) è il settimo album in studio della band spagnola Dark Moor pubblicato nel 2009 dalla Arise Records.

## Tracce
1. Swan Lake - 8:00
2. On The Hill Of Dreams - 4:45
3. Phantom Queen - 4:03
4. An End So Cold - 4:00
5. Faustus - 4:08
6. Don't Look Back - 4:36
7. When The Sun Is Gone - 4:38
8. For Her - 4:37
9. The Enchanted Forest - 3:32
10. The Sphinx - 4:27
11. Fallen Leaves Waltz - 2:37

## Formazione
- Alfred Romero - voce
- Enrik García - chitarra
- Mario García - basso
- Roberto Cappa - batteria